# Simona Brown
Simona Brown (Londen, 6 april 1994) is een Britse actrice.
Brown groeide op in Peckham, Londen en is van Jamaicaans komaf. Ze studeerde muziektheater aan de BRIT School in Croydon en studeerde acteren aan de Identity School of Acting in Londen. Brown speelt voornamelijk rollen in televisieseries.
In 2019 werd ze gecast voor de Netflix-thriller Behind her Eyes voor de rol van Louise.